# Harry Föll
Harry Föll (* 2. März 1998 in Offenburg) ist ein deutsch-philippinischer Fußballspieler. 

## Werdegang
Föll begann im Alter von sechs Jahren bei der TuS Windschläg, bevor es ihn 2007 in die Jugend des Offenburger FV zog. 2010 wechselte er in die Nachwuchsabteilung des SC Freiburg, wo er bis zur U17 spielte. 2015 wechselte er zur U19 des 1. FC Heidenheim. Im Sommer 2017 nahm er an Probetrainings bei Hansa Rostock teil und erhielt wenig später seinen ersten Profivertrag bis 2019. Sein Debüt für die Rostocker gab er am 2. Spieltag der Saison 2017/18 beim 0:0-Unentschieden gegen die SG Sonnenhof Großaspach. Dies blieb sein einziger Drittligaeinsatz an Bord der Kogge. Föll saß noch mehrfach auf der Ersatzbank und erhielt Einsätze in der zweiten Mannschaft Rostocks in der Oberliga, ehe er im Sommer 2018 seinen Vertrag bei Hansa auflöste. Anschließend wechselte er zum Viertligisten VfB Oldenburg in die Regionalliga., für die er aber nur drei Ligaspiele absolvierte, ehe er im Winter 2019 beim südbadischen SV Linx anheuerte. Dort sollte er die Mannschaft in der Oberliga Baden-Württemberg verstärken; gleichzeitig wollte er eine Ausbildung bei der Polizei beginnen. Föll brachte es beim SV Linx auf 16 Einsätze (drei Tore) und einem Einsatz im Landespokal Südbaden. Kurz nach Saisonbeginn 2019/20 wechselte Föll innerhalb der Oberliga zum SV Oberachern. In Oberachern kam Föll auf zehn Liga-Einsätze (ein Tor) und einem Kurzeinsatz im Landespokal Südbaden. Nach dieser Saison in Oberachern wechselte Harry Föll erneut innerhalb der Oberliga Baden-Württemberg und schloss sich zur Spielzeit 2020/21 dem FC 08 Villingen an. Nach drei Jahren in Villingen, die von zwei Kreuzbandrissen überschattet wurden, wechselte er im Sommer 2023 zum württembergischen Bezirksligisten SpVgg Trossingen. Dort wurde er Bezirkspokalsieger und verließ nach einem Jahr Zugehörigkeit die Spielvereinigung.
Ab 2024 trat Föll für den SV Seedorf in Erscheinung.
Im September 2017 wurde Föll von Nationaltrainer Thomas Dooley für die Philippinische Fußballnationalmannschaft berufen; kam aber weder im Testspiel gegen Indonesien noch im Qualifikationsspiel zur Asienmeisterschaft gegen Jemen zum Einsatz. Sein Länderspieldebüt gab er schließlich im März 2022 unter Trainer Ernest Nierras in einem Freundschaftsspiel gegen Malaysia, wenige Tage später kam er in einer weiteren Partie gegen Singapur zum Einsatz.